# Foxborough (condado de Norfolk)
Foxborough es un lugar designado por el censo ubicado en el condado de Norfolk en el estado estadounidense de Massachusetts, a unos 47.2 km (29.3 mi)  al suroeste de Boston. En el Censo de 2010 tenía una población de 5.625 habitantes y una densidad poblacional de 743,27 personas por km².

## Geografía
Foxborough se encuentra ubicado en las coordenadas 42°3′51″N 71°14′54″O / 42.06417, -71.24833. Según la Oficina del Censo de los Estados Unidos, Foxborough tiene una superficie total de 7.57 km², de la cual 7.45 km² corresponden a tierra firme y (1.51%) 0.11 km² es agua.

## Demografía
Según el censo de 2010, había 5.625 personas residiendo en Foxborough. La densidad de población era de 743,27 hab./km². De los 5.625 habitantes, Foxborough estaba compuesto por el 90.26% blancos, el 2.83% eran afroamericanos, el 0.25% eran amerindios, el 4.11% eran asiáticos, el 0.07% eran isleños del Pacífico, el 1.03% eran de otras razas y el 1.46% pertenecían a dos o más razas. Del total de la población el 2.36% eran hispanos o latinos de cualquier raza.